# Okręg wyborczy Mitchell (Wielka Brytania)
Okręg wyborczy Mitchell zwany również St Michael, St Michael's Borough lub Michaelborough, powstał w 1547 r. i obejmował miasto Mitchell w Kornwalii. Do angielskiej, a później brytyjskiej Izby Gmin wysyłał dwóch deputowanych. Okręg ten szybko stał się tzw. „zgniłym okręgiem” i już od końca XVII w. domagano się jego zniesienia. W 1784 r. na terenie okręgu prawo głosu miało 39 elektorów, w 1831 r. ich liczba spadła do siedmiu. W samym Mitchell mieszkało wówczas ledwie 90 ludzi, co czyniło go najmniejszym ze „zgniłych okręgów”. Okręg został zniesiony w 1832 r. na mocy Great Reform Act.

## Deputowani do brytyjskiej Izby Gmin z okręgu Mitchell

### Deputowany w latach 1547-1660
- 1593: sir Walter Raleigh
- 1601: George Chudleigh
- 1621–1622: Richard Carew
- 1640–1642: Robert Holborne
- 1640–1644: William Chadwell
- 1647–1648: Charles Kerr, lord Kerr
- 1645: Thomas Temple
- 1659: James Launce
- 1659: Richard Lobb
- 1659–1660: Charles Kerr, lord Kerr

### Deputowani w latach 1660–1832
- 1660–1661: Thomas Carew
- 1660–1660: Heneage Finch
- 1660–1661: John Alleyn
- 1661–1673: Matthew Wren
- 1661–1665: sir Edward Mosley
- 1665–1679: Francis Hawley, 1. baron Hawley
- 1673–1679: Humphrey Borlase
- 1679–1681: sir John St. Aubyn
- 1679–1681: Walter Vincent
- 1681–1685: sir William Russell
- 1681–1685: Henry Vincent
- 1685–1689: Thomas Prince
- 1685–1689: John Vyvyan
- 1689–1689: Charles Fanshawe, 4. wicehrabia Fanshawe, torysi
- 1689–1690: Francis Vyvyan
- 1689–1689: William Coryton
- 1689–1690: Humphrey Courtney
- 1690–1690: Anthony Rowe
- 1690–1695: Francis Scobell
- 1690–1697: Humphrey Courtney
- 1695–1697: Thomas Vyvyan
- 1697–1698: John Tregagle
- 1697–1701: John Povey
- 1698–1701: sir John Hawles
- 1701–1701: William Beaw
- 1701–1701: Anthony Rowe
- 1701–1702: William Courtney
- 1701–1702: sir Richard Wyvyan
- 1702–1705: Renatus Bellott
- 1702–1705: Francis Basset
- 1705–1710: sir William Hodges
- 1705–1710: Hugh Fortescue
- 1710–1713: Abraham Blackmore
- 1710–1713: Richard Belasyse
- 1713–1715: sir Henry Belasyse
- 1713–1715: John Statham
- 1715–1722: Nathaniel Blakinston
- 1715–1722: Robert Molesworth
- 1722–1727: Charles Selwyn
- 1722–1727: John Hedges
- 1727–1734: Henry Kelsall
- 1727–1734: Thomas Farrington
- 1734–1741: Thomas Watts
- 1734–1741: Robert Ord
- 1741–1745: Edward Clive
- 1741–1745: John Ord
- 1745–1747: Richard Lloyd
- 1745–1747: sir Edward Pickering
- 1747–1754: Thomas Clarke
- 1747–1753: Albert Nesbitt
- 1753–1754: Arnold Nesbitt
- 1754–1755: John Stephenson
- 1754–1755: Robert Clive
- 1755–1761: Simon Luttrell
- 1755–1761: Richard Hussey
- 1761–1780: John Stephenson
- 1761–1774: James Scawen
- 1774–1779: Thomas Howard
- 1779–1784: Francis Hale
- 1780–1784: William Hanger
- 1784–1796: David Howell
- 1784–1799: sir Christopher Hawkins, torysi
- 1796–1802: sir Stephen Lushington
- 1799–1802: John Simpson
- 1802–1805: Robert Dallas
- 1802–1806: Robert Sharpe Ainslie
- 1805–1806: Charles Montagu-Scott, hrabia Dalkeith
- 1806–1807: sir Christopher Hawkins, torysi
- 1806–1807: Frederick William Trench, torysi
- 1807–1807: sir Arthur Wellesley, torysi
- 1807–1807: Henry Conyngham Montgomery
- 1807–1807: Edward Leveson-Gower
- 1807–1808: George Galway Mills
- 1807–1812: sir James Hall
- 1808–1809: Charles Trelawny-Brereton
- 1809–1814: John Bruce
- 1812–1813: George Robert Hobart
- 1813–1814: Edward Law, torysi
- 1814–1814: Charles Trelawny-Brereton
- 1814–1818: Thomas Hamilton, lord Binning, torysi
- 1818–1826: sir George Thomas Staunton
- 1818–1820: William Leake, wigowie
- 1820–1826: William Taylor Money
- 1826–1830: Henry Labouchere, wigowie
- 1826–1830: William Leake, wigowie
- 1830–1832: Lloyd Kenyon, torysi
- 1830–1831: John Heywood Hawkins, wigowie
- 1831–1832: William Best, torysi